# Speleomantes strinatii
Speleomantes strinatii é um anfíbio caudado da família Plethodontidae presente no sudeste de França e noroeste de Itália.
A sua distribuição limita-se em altitude desde os 80 até aos 2 400 m acima do nível do mar.
O seu habitat consiste em florestas temperadas, áreas rochosas (como penhascos e picos montanhosos), cavernas não aquáticas e outros habitats subterrâneos.
Foi avaliada com estando quase ameaçada, segundo os critérios da Lista vermelha da UICN pela sua limitada área de distribuição (menos que 20 000 km2) e porque o seu habitat pode estar em declínio.
Os principais fatores de ameaça à conservação da espécie são perda localizada de habitat e captura ilegal.